# Panhandle

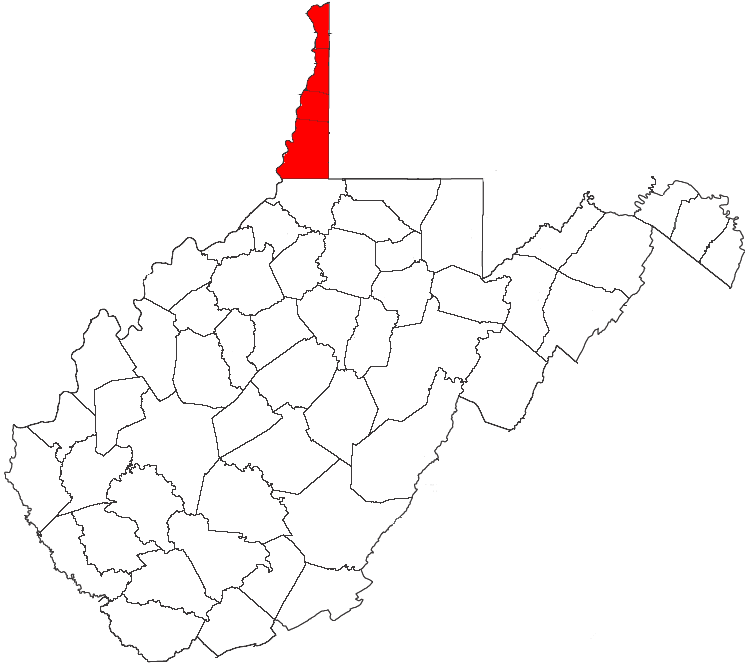
Noordelijke panhandle van West Virginia

Een panhandle ("pannensteel") is een Engelse term voor een langwerpig uitsteeksel van een geografisch gebied. De term wordt vooral in de Verenigde Staten gebruikt voor de koekenpansteelachtige uitsteeksels van een aantal Amerikaanse staten. Een panhandle is qua vorm vergelijkbaar met een schiereiland, maar wordt niet omringd door water.
Uit onder andere het Frans en de betreffende Wikipagina ontleende vertalingen zouden dienst kunnen doen als een goed Nederlands equivalent voor het woord panhandle: vinger, steel of pannensteel, strook ('strip' is een Engels leenwoord en komt hiervoor niet in aanmerking), schiereiland, corridor, gang, doorgang, passage en doorloop. Als steelpan moet uiteraard het gehele gebied worden beschouwd en niet slechts dat uitstekend deel waarop alle hierboven vermelde begrippen betrekking hebben.
De oorspronkelijke panhandle is waarschijnlijk die van Oklahoma. Deze staat heeft inderdaad de vorm van een steelpan. Ook de corridor van Wakhan, in het oosten van de Afghaanse provincie Badakhshān (بدخشان) is een voorbeeld van een "pannensteel".
| Panhandles in de Verenigde Staten       |               |           |                   |                               |
| Panhandle                               | Grootste stad | Bevolking | Oppervlakte (km²) | Bevolkingsdichtheid (per km²) |
| Alaska Panhandle                        | Juneau        | 72.954    | 91.007            | 0,80                          |
| Connecticut Panhandle                   | Stamford      | 220.209   | 249               | 885,66                        |
| Florida Panhandle                       | Tallahassee   | 1.222.492 | 29.277            | 41,76                         |
| Idaho Panhandle                         | Coeur d'Alene | 295.160   | 54.423            | 5,42                          |
| Western Maryland                        | Frederick     | 469.376   | 5.682             | 82,60                         |
| Nebraska Panhandle                      | Scottsbluff   | 90.410    | 36.928            | 2,45                          |
| Oklahoma Panhandle                      | Guymon        | 29.112    | 14.729            | 1,98                          |
| Texas Panhandle                         | Amarillo      | 402.862   | 66.884            | 6,02                          |
| Oostelijke Panhandle van West Virginia  | Martinsburg   | 212.483   | 9.062             | 23,45                         |
| Noordelijke Panhandle van West Virginia | Wheeling      | 141.060   | 1.557             | 90,62                         |

## Panhandles buiten de VS
- Wachan-corridor, Afghanistan
- Misiones, Argentinië
- Sjoenik, Armenië
- Teknaf, Bangladesh
- "de Congo Laars", Congo-Kinshasa
- Enontekiö, Finland
- West-Thracië, Griekenland
- Petén, Guatemala
- County Donegal, Ierland
- Zeven zusterstaten, India
- Triëst, Italië
- Extrême-Nord. Kameroen
- Batken, Kirgizië
- Tanintharyi, Myanmar
- Caprivistrook, Namibië
- Zuid-Limburg, Nederland
- Tirol, Oostenrijk
- Karakoram, Pakistan
- Sughd, Tadzjikistan
- Zuid-Thailand, Thailand
- Hatay, Turkije
- Casamance, Senegal
- Kailahun, Sierra Leone